# 罗雪刚
罗雪刚（1964年2月20日—）圣名伯多禄，天主教叙府教区第九任正权主教。

## 生平
1964年出生于四川眉山仁寿县的一个天主教家庭，1988年毕业于四川天主教神哲学院，1989年3月至7月在上海佘山修院，之后在乐山教区任职，2004年3月至12月在中国天主教神哲学院进修，2009年5月8日在宜宾教区协助陈适中主教工作，2011年11月30日被祝圣为助理主教，2012年陈适中离世后成为天主教叙府教区第九任正权主教。